# Ernest Stanley Salmon
Ernest Stanley Salmon (ur. 1 czerwca 1871 w Surrey, zm. 12 października 1959 w Folkestone) – angielski mykolog i fitopatolog.
Salmon zajmował szereg stanowisk badawczych i dydaktycznych. Od 1899 do 1906 był naukowcem w Kew Gardens. W 1906 r. przeniósł się do Wye, gdzie pracował w South Eastern Agricultural College –  filli Uniwersytetu Londyńskiego nad fitopatogenemi. W 1911 r. został wybrany na prezesa Brytyjskiego Towarzystwa Mykologicznego. Od 1912 r.  był wykładowcą mykologii na Uniwersytecie Londyńskim i został tam awansowany na profesura zwyczajnego w 1925 r.

## Praca naukowa
Zajmował się także glonami i mszakami, ale znany jest głównie ze swoich osiągnięć w fitopatologii. W Kew Gardens specjalizował się w badaniu mączniaka prawdziwego chmielu, grzyba, który stanowił poważny problem w uprawie tej rośliny i był wówczas niemożliwy do zwalczenia. Udało mu się wyhodować odmianę odporną na tę chorobę.  Skrzyżował dziki chmiel z chmielem uprawianym w Anglii i uzyskał mieszańca, który została dopuszczony do komercyjnej uprawy w 1934 roku jako 'Brewer's Gold'. Chociaż ta odmiana w latach 1918–1919 wyginęła, stała się przodkiem prawie każdej nowej odmiany chmielu wyhodowanej później.
Przy nazwach naukowych utworzonych przez niego taksonów dodawany jest skrót jego nazwiska E.S. Salmon.